# Cunha (Sernancelhe)
Cunha é uma povoação portuguesa sede da Freguesia de Cunha do Município de Sernancelhe, freguesia com 19,16 km² de área e 323 habitantes (censo de 2021), tendo, por isso, uma densidade populacional de 16,9 hab./km²

## História
Foi uma antiga comenda da Ordem de Malta ou dos Cavaleiros Hospitalários de São João de Jerusalém, de Rodes e de Malta, como outrora se denominou. Razão pela qual o brasão autárquico ostenta a cruz da Ordem de Malta em chefe.

## Demografia
A população registada nos censos foi:
| Distribuição da População por Grupos Etários | Distribuição da População por Grupos Etários | Distribuição da População por Grupos Etários | Distribuição da População por Grupos Etários | Distribuição da População por Grupos Etários |
| -------------------------------------------- | -------------------------------------------- | -------------------------------------------- | -------------------------------------------- | -------------------------------------------- |
| Ano                                          | 0-14 Anos                                    | 15-24 Anos                                   | 25-64 Anos                                   | > 65 Anos                                    |
| 2001                                         | 59                                           | 61                                           | 155                                          | 76                                           |
| 2011                                         | 31                                           | 52                                           | 149                                          | 78                                           |
| 2021                                         | 33                                           | 26                                           | 168                                          | 96                                           |

## Património
- Igreja Matriz de São Facundo de Cunha;
- Capela de Santo Amaro;
- Capela de Santo Antão;
- Igreja de Santo António, em Tabosa;
- Capela de São Silvestre, na Portelinha;
- Antiga Capela de Santo Estevão, na Serra de Santo Estevão.